# Dinàmiks
Dinàmiks és un programa de televisió emès al canal Super3, sobre experiments i ciència dirigit a infants i joves. El programa presentat pel físic divulgador científic Dani Jiménez, es va estrenar el primer capítol l'abril de 2013 i es va emetre l'últim el mes de juny de 2019. El programa, que s'emetia els dissabtes al matí, compta amb 5 temporades, totes d'entre 25 i 27 capítols, a excepció de la cinquena, que només té 13 capítols. Tots els capítols es poden veure a la plataforma 3Cat.

## Format i Contingut
Cada capítol té una durada aproximada de 25 minuts, i s'estructura en diverses seccions.
1. "L'experiment": en aquesta primera secció es duu a terme una demostració pràctica amb la qual Dani Jiménez explica conceptes científics bàsics mitjançant materials casolans.
2. "La pregunta curiosa": s'expliquen curiositats i es responen preguntes sobre elements quotidians, que es responen amb un experiment que demostra la resposta.
3. "El repte":  es proposen experiments, explicats a partir d'un científic rellevant de la història de la ciència. Per a fer-ho més dinàmic, Dani Jiménez es troba acompanyat d'un esquelet, el qual en cada programa es converteix en el científic corresponent, i que el programa el dona a conèixer de forma didàctica.[3]
4. "Dinamikscopi": aquesta és secció especial, la qual només apareix en alguns capítols i té una duració d'un minut. Es mostra una imatge de la vista d'un microscopi, i es donen tres opcions als espectadors del que podria ser la mostra. Els espectadors han dendevinar quina de les tres opcions és la correcta, i al final de la secció es resol la pregunta.

## Reconeixements i premis
- Premi Nacional de Comunicació Científica - 2016[4]